# Capoeta kosswigi
Capoeta kosswigi är en fiskart som beskrevs av Karaman, 1969. Capoeta kosswigi ingår i släktet Capoeta och familjen karpfiskar. Inga underarter finns listade.